# Conclave de 1314-1316
Après le décès du pape Clément V, le conclave se réunit à Carpentras le 1er mai 1314.
Divisés en différentes factions, les cardinaux ne parviennent pas à s'entendre sur l'élection du nouveau pape. Plus de deux ans plus tard, en juin 1316, les cardinaux sont enfermés à Lyon près de l'actuelle place des Jacobins sur ordre du comte de Poitiers jusqu'à ce qu'ils se mettent d'accord.
Le 7 août 1316, le premier conclave de la papauté d'Avignon aboutit à l'élection de Jean XXII.